# Титан в произведениях научной фантастики и компьютерных играх
Титан и его колонизация являются достаточно популярной темой в литературной, кинематографической научной фантастике, а также в компьютерных играх. Первые произведения в этом жанре появились ещё в 1930-е — 40-е годы. Некоторые из них, буквально предвосхитили последующие научные открытия. Так, например, Стенли Вайнбаум предвещал в 1935 году что атмосфера Титана обещает быть холодной, а Айзек Азимов в своём рассказе «Первый закон», опубликованном ещё в 1956 году, предвидел отсутствие магнитного поля на Титане. Ниже представлен список произведений научной фантастики и компьютерных игр, в той или иной мере затрагивающий тему Титана.

## Произведения классиков
| Автор              | Русское название  | Название в оригинале | Год публикации | Краткое содержание |
| ------------------ | ----------------- | -------------------- | -------------- | --- |
| Станислав Лем      | «Фиаско»          | Fiasko               | 1987           | На Титане строится база с пусковой установкой для старта звездолёта «Эвридика» в дальнюю вселенную к звёздному скоплению Гарпии. |
| Артур Кларк        | «Земная Империя»  | Imperial Earth       | 1975           | На Титане основан город-государство c четвертью миллиона жителей. Экономика Титана основывается на экспорте дешёвого водорода на населённые планеты и спутники Солнечной системы. Водород используется в основном в качестве топлива для межпланетных космических кораблей. |
| Курт Воннегут      | «Сирены Титана»   | The Sirens of Titan  | 1959           | Титан является местом пребывания потерпевшего аварию посланника с Тральфамадора Сэло и местом ссылки Малаки Константа, его жены Би и сына Хроно. |
| Айзек Азимов       | «Первый закон»    | First Law            | 1956           | События разворачиваются во время одной из массивных бурь, которые регулярно сотрясают Титан. Главным героем рассказа является инженер-робототехник Майк Донован, который сталкивается со странным инцидентом, необычным образом затрагивающим теорию трёх законов робототехники. В этом романе, Азимов предвидел отсутствие магнитного поля на планете.                                                                                 |
| Роберт Хайнлайн    | «Кукловоды»       | The Puppet Masters   | 1951           | Роман повествует о «тихом» вторжении пришельцев с Титана, паразитов, живущих на спине у людей и даже у животных, полностью подчиняя себе их волю. Заканчивается роман подготовкой к земному вторжению на Титан. |
| Мэнли Уэйд Уэллман | «Содатт с Титана» | Sojarr of Titan      | 1941           | События разворачиваются в будущем. Человечество уже достигло Марса, Венеры, и уже пробирается сквозь пояс астероидов к спутникам Юпитера, встречая людей или человекоподобные расы на достигнутых планетах. Но Сатурн пока пересечь не удаётся. Космический корабль с трёхлетним ребёнком (которого и зовут Содатт) на борту, разбивается, и его отец - пилот корабля - гибнет. Содатт выживает и начинаются его приключения на Титане. |
| Стенли Вейнбаум    | «Полёт на Титан»  | Flight on Titan      | 1935           | Утомлённые очередным всемирным финансовым кризисом 2142 года, пара землян (мужчина и женщина из Нью-Йорка) отправляется прямиком на Титан за новой жизнью и богатством, где они вынуждены привыкать к выживанию на холодном, продуваемом всеми ветрами пейзаже. |

## Фильмы
| Формат                                   | Русское название          | Название в оригинале      | Год выхода в прокат | Краткое описание сюжета |
| ---------------------------------------- | ------------------------- | ------------------------- | ------------------- | --- |
| Художественный фильм                     | «Титан»                   | The Titan                 | 2018                | Американский военный Рик принимает участие в грандиозной космической программе. Лучшие умы планеты пытаются создать сверхлюдей, которые после гибели Земли обеспечат продолжение существования человечества на планете Титан.                                                                 |
| Художественный фильм                     | «Обливион»                | Oblivion                  | 2013                | Главные герои готовятся к отбытию на Титан после завершения своей работы на Земле. Но оказалось, никакой колонии на Титане нет. Инопланетяне просто одурачили выживших, а сами захватили большую часть человечества ради своих интересов, чтобы потом превратить Землю в версию своей родины. |
| Телесериал                               | «Эврика», 4 сезон         | Eureka                    | 2010                | Большую часть сезона герои готовятся к экспедиции на Титан. |
| Телесериал                               | «Звёздный охотник»        | Starhunter                | 2001                | Действия сюжета происходят в колонии на Титане. |
| Художественный фильм                     | «Смерть на Луне Сатурна»  | Death on Saturn's Moon    | 2000                | 2057 год. Агент Хэйес отправляется на Титан с заданием расследовать таинственное исчезновение ученого. |
| Художественный фильм                     | «Гаттака»                 | Gattaca                   | 1997                | Главный герой, страдающий целым ворохом болезней, обманным путём (подменив анализы мочи и крови) попадает в экипаж корабля, отправляющегося на Титан. |
| Комедийный телесериал                    | «Красный карлик»          | Red Dwarf                 | 1988                | Через миллионы лет на Титане живёт популяция произошедших от людей кошачьих. |
| Эпизод телесериала «Трансформеры»        | «Гамбит Бога»             | God Gambit                | 1985                | Одной из противоборствующих сторон являются живущая на спутнике группа людей-титанцев. |
| Художественный фильм                     | «Находка с Титана»        | The Titan Find            | 1985                | Инопланетная жизнь манипулирует телами убиваемых ею членов экипажа небольшой базы на Титане. |
| Эпизоды телесериала «Доктор Кто»         | «Невидимый враг»          | The Invisible Enemy       | 1977                | Космический разумный рой заражает вирусом экипаж идущего к Титану корабля, вследствие чего в конечном итоге уничтожаются действующая на Титане база, его атмосфера и сам рой. |
| Эпизод телесериала «Космический патруль» | «Раскалённые яйца Титана» | The Glowing Eggs of Titan | 1962                | Находка светящегося предмета в форме яйца на Титане может оказаться решением энергетического кризиса создавшегося на Марсе. |

## Компьютерные игры
| Название                       | Сюжет |
| ------------------------------ | --- |
| Call of Duty: Infinite Warfare | Ударная группа ЮНСА, высаживается на Титане с целью уничтожить заправочную станцию, снабжающую топливом флот СДФ                                                |
| Mass Effect                    | Титан используется Альянсом как учебный центр морских пехотинцев, а также как источник углеводородов.                                                           |
| Warhammer 40000                | На Титане расположена база ордена Серых Рыцарей |
| Battlezone                     | Вооружённые столкновения между командами СССР, США и пиратов разворачиваются вокруг советской базы на Титане.                                                   |
| Colony Wars                    | Сюжет строится на уничтожении сооружённой на Титане суперпушки.                                                                                                 |
| Outlive                        | Титан является ареной борьбы за ресурсы в далеком будущем. |
| Dead Space 2                   | Титан был первым планетоидом, вскрытым кораблем "Ишимура" для добычи полезных ископаемых. На его осколках происходит действие игры.                             |
| Destiny 2                      | Титан был превращён в океаническую планету с городами-платформами во времена Золотого века человечества. Во время событий игры Титан служит базой для беженцев. |